# 오키나가노스쿠네노미코토
오키나가노 스쿠네노 미코토(일본어: 息長宿禰王 ?~?[*]는 2세기경 일본의 황족이었다. 제9대 가이카 천황 현손으로, 카니메이카즈치 왕의 왕자이다. 일본서기에서는 気長宿禰王으로 기재되어 있다.

## 가계
- 조부:야마시로노오오츠츠키마와노미코토(山代之大筒木真若王)
- 조모: (伊理泥王の女)
  - 부:카니메이카즈치 왕(迦邇米雷王)
  - 모:(高材比売)
    - 부인:가즈라키노다카누카히메 (葛城高顙媛)
      - 1녀:진구 황후

자녀로는 2남2녀가 있다.